# Julius Beresford
Julius Beresford Wiszniewski, född 29 juni 1868 i Park, död 29 september 1959 i Henley-on-Thames, var en brittisk roddare.
Beresford blev olympisk silvermedaljör i fyra med styrman vid sommarspelen 1912 i Stockholm.